# Slank växthusmyra
Slank växthusmyra (Paratrechina longicornis) är en myrart som först beskrevs av Pierre André Latreille 1802.  Slank växthusmyra ingår i släktet Paratrechina och familjen myror. Arten är tillfälligt reproducerande i Sverige.

## Underarter
Arten delas in i följande underarter:
- P. l. hagemanni
- P. l. longicornis

## Bildgalleri

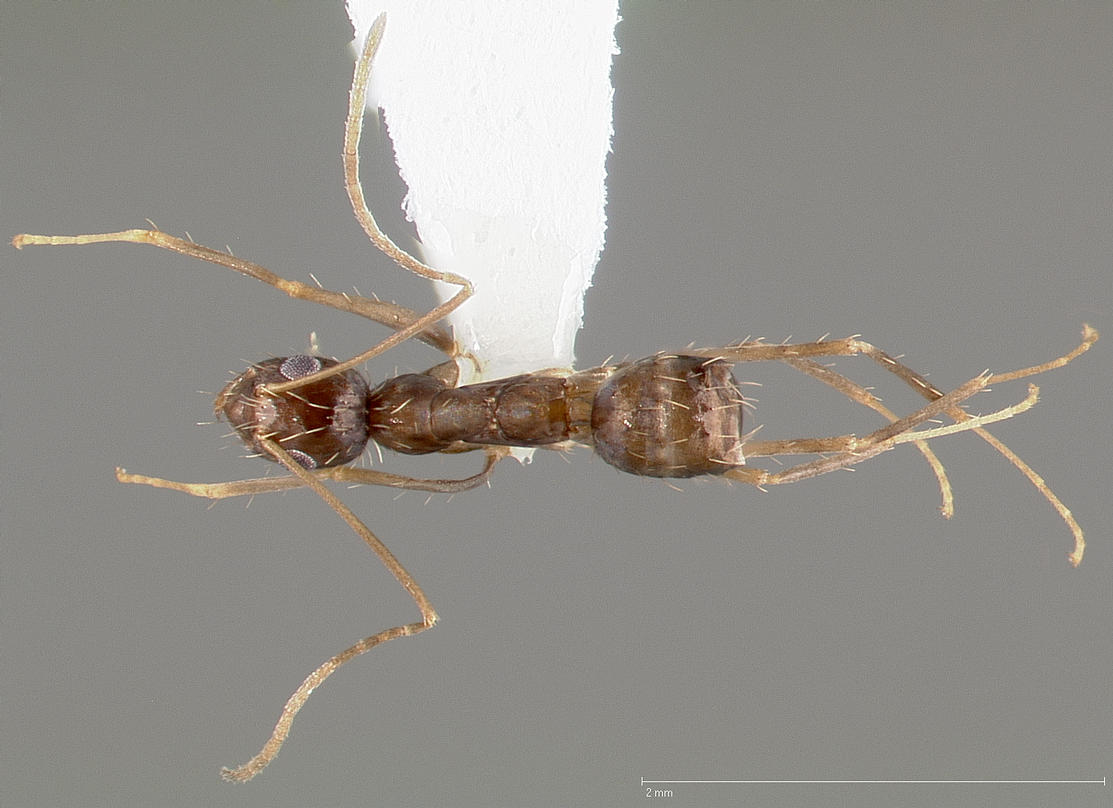
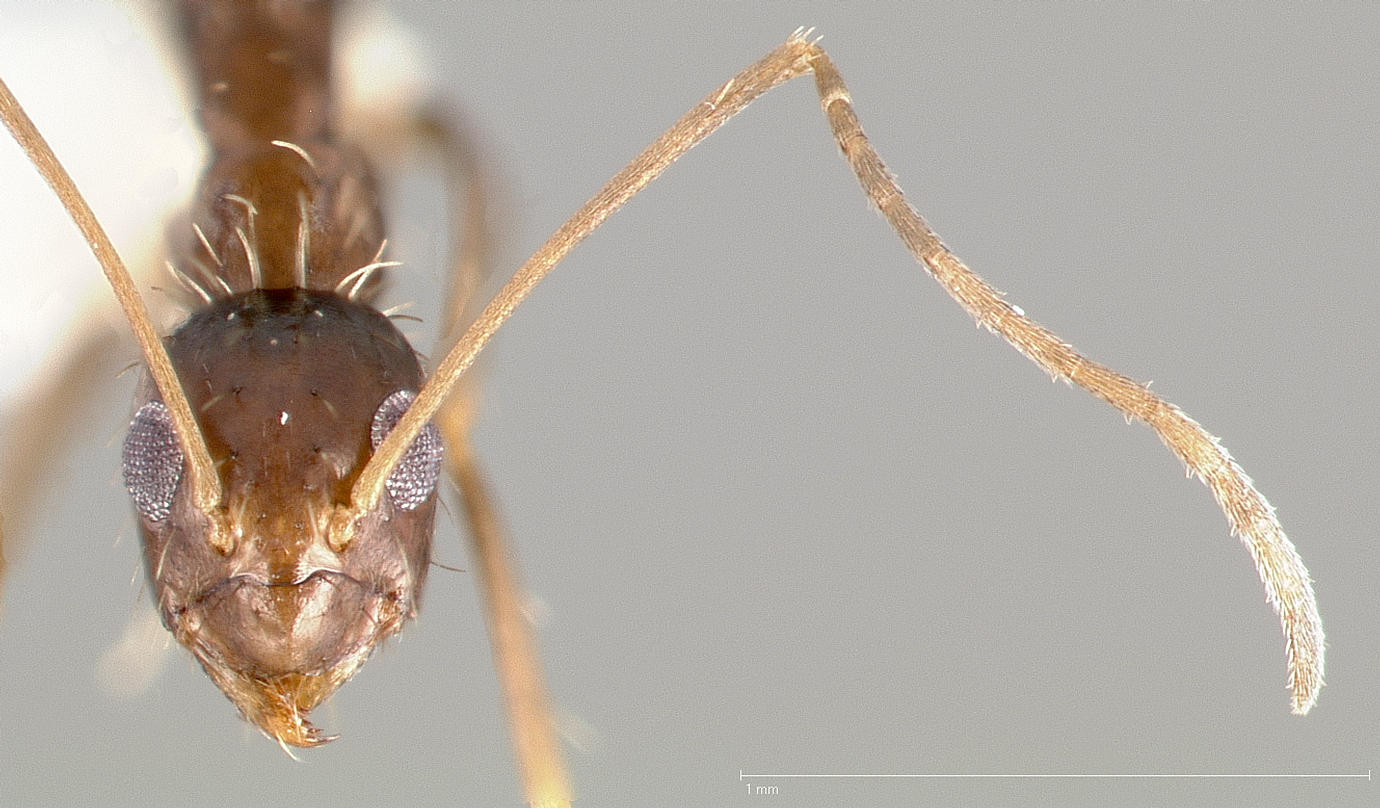
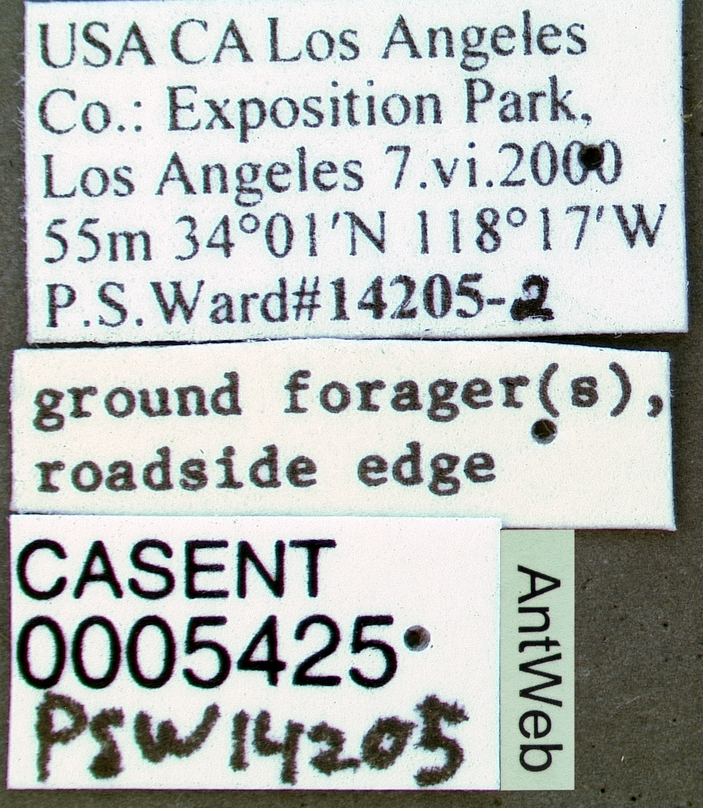
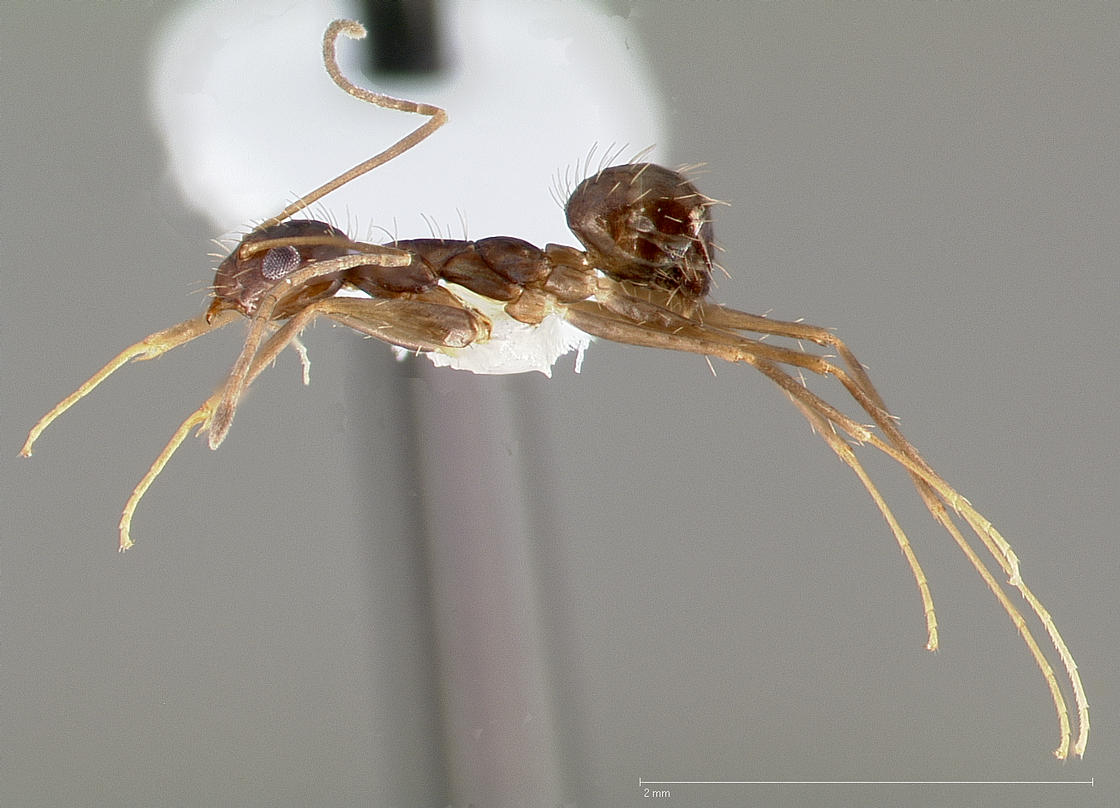
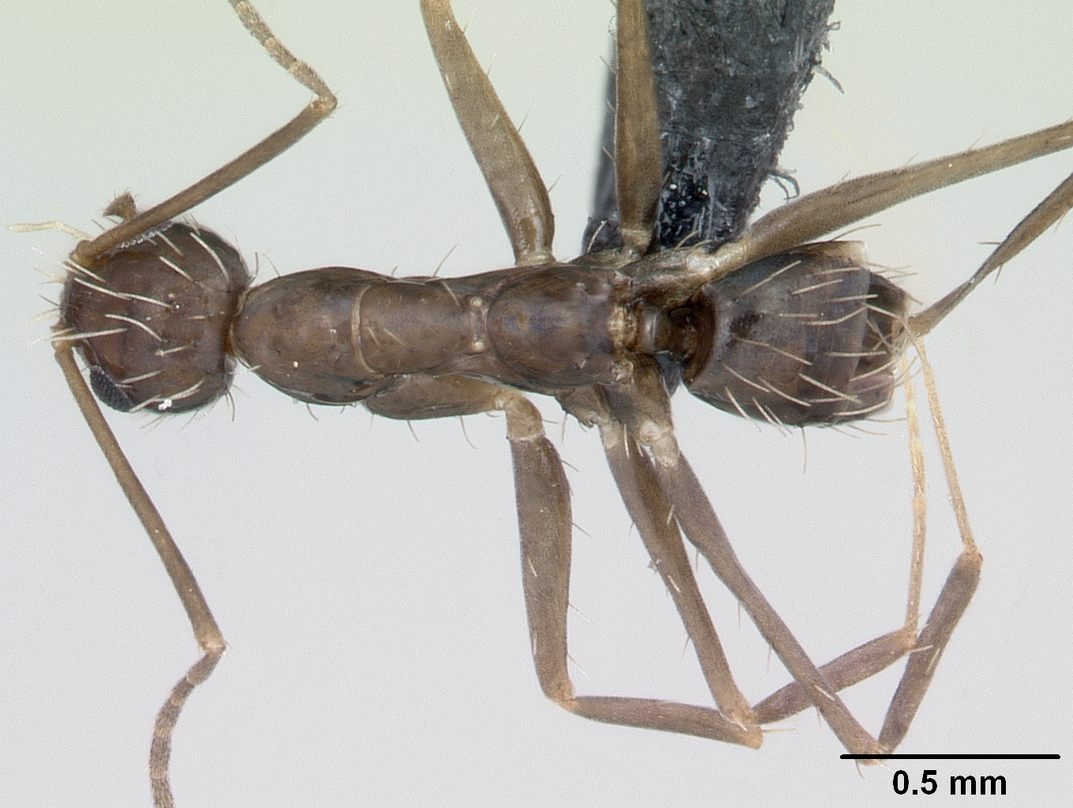
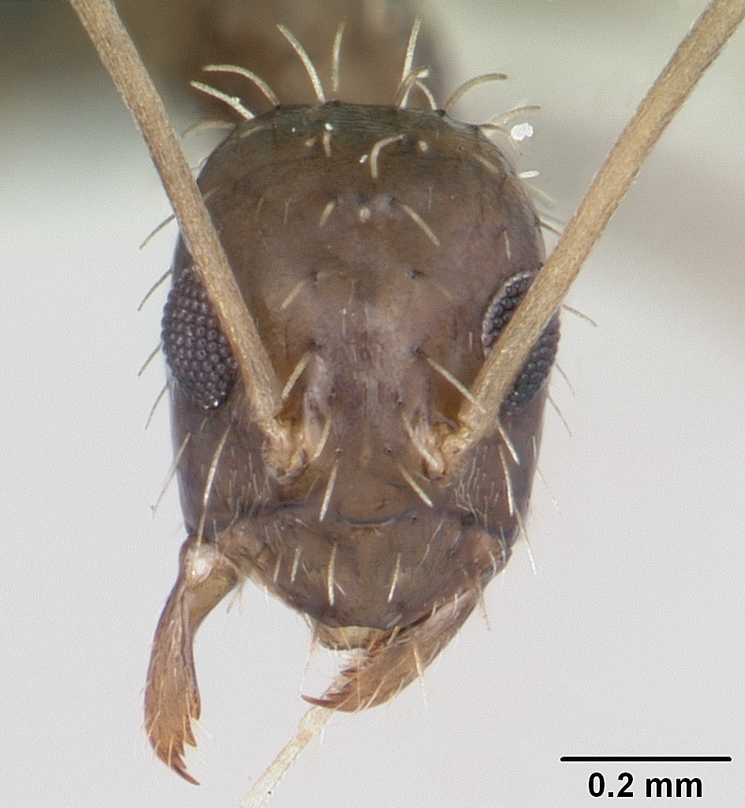